# Ла-Купе
Ла-Купе (фр. La Coupée) — узкий перешеек, соединяющий остров Сарк с его полуостровом Литл-Сарк.
По вершине Ла-Купе проложена пешеходная дорожка шириной чуть более 2,5 м на высоте чуть менее 100 м над уровнем моря.
Защитные ограждения в целях безопасности были установлены в 1900 году. В 1945 году немецкими военнопленными дорога была забетонирована.
Прогулки по вершине Ла-Купе пользуются популярностью у туристов. С обеих сторон открываются живописные виды на пляж и залив.